# Andrew Levan
Andrew James Levan (Middlesbrough, 1980) is een Britse astrofysicus en hoogleraar astrofysische transients aan de Radboud Universiteit in Nijmegen.

## Opleiding en carrière
Andrew Levan studeerde in 2002 af in de natuurkunde aan de Universiteit van Leicester (Verenigd Koninkrijk). Daarna deed hij onderzoek aan de Universiteit van Leicester en aan het Space Telescope Science Institute in Baltimore (Verenigde Staten). Hij bestudeerde onder andere de omgevingen van gammastralinguitbarstingen. Levan promoveerde in 2006 de sterrenkunde aan de Universiteit van Leicester. Vanaf 2007 werkte hij bij de Universiteit van Warwick (Verenigd Koninkrijk). Eerst als universitair docent (assistent professor), vanaf 2010 als hoofddocent (associate professor) en vanaf 2014 als hoogleraar. In 2019 startte hij bij de Radboud Universiteit. Eerst als universitair hoofddocent en sinds 2020 als hoogleraar. Levan is erehoogleraar aan de Universiteit van Warwick.

## Onderzoek
Levan is gespecialiseerd in zogeheten transients. Dat zijn sterrenkundige gebeurtenissen die snel voorbij zijn zoals uitbarstingen van gammastraling, supernova's en botsende zwarte gaten. Van de uitbarsting van gammastraling op 25 december 2010 liet hij met een team van onderzoekers zien dat de bron zich op 7 miljard lichtjaar afstand moest bevinden. Dat was veel verder dan eerdere schattingen. Later was Levan ook betrokken bij het onderzoek rond de eerste ontdekking van twee botsende neutronensterren GW170817. Hij leidde de vervolgwaarnemingen met de ruimtetelescoop Hubble. Mede daardoor werd duidelijk dat een van de botsende sterren een zogeheten kilonova was.
Levan geeft ook lezingen aan het brede publiek. Zo hield hij in 2015 de The Bruker Warwick Christmas Lecture met de titel: The Biggest Bangs - Supernovae and Gamma-ray Bursts.

## Prijzen en onderscheidingen
- ERC Consolidator Grant 2016[11]
- Philip Leverhulme Prize 2011[12]